# Serrat del Calvari (Gavet de la Conca)
El Serrat del Calvari és un serrat del terme municipal de Gavet de la Conca, a la comarca de la Noguera, dins de l'antic terme de Sant Salvador de Toló.
Del mateix cementiri de Sant Salvador de Toló, aquest serrat davalla cap al nord-oest, en direcció al límit nord del terme. El recorre una línia de transport d'energia hidroelèctrica de 380 kV (Estany Gento - Central de Sallente a Sentmenat).
El serrat rep el nom pel fet que acull el calvari amb les diferents estacions per a les processons de divendres sant.